# Edgar Johnson Allen
Edgar Johnson Allen (Preston, 6 april 1866 - Plymouth, 7 december 1942) was een Brits marien bioloog. Hij was ook deskundig op het gebied van de natuurkunde en scheikunde.

## Werk
Allen was bijna heel zijn werkzame leven verbonden aan de Marine Biological Association in Plymouth. Van januari 1895 tot 1936 was hij de eerste directeur van de Marine Biological Library, daarna gepensioneerd governor. Hij leidde onder meer het onderzoek naar de embryonale fase van kreeftachtigen. Zelf was hij vooral geïnteresseerd in regeneratie. Daarnaast ontwikkelde Allen in 1910 een techniek om kunstmatig zeewater zo te maken dat larven in het laboratorium gehouden kunnen worden.
Allen werd gekozen tot Fellow of the Royal Society in 1914 en won in 1936 diens Darwin Medal. In 1926 kreeg hij al de Linnean Medal uitgereikt en in 1935 werd hij Commandeur in de Orde van het Britse Rijk.

## Academisch
Allen studeerde aan het Yorkshire College, nu de Universiteit van Leeds, vervolgens aan de Universiteit van Berlijn en haalde zijn B.SC in natuurkunde aan de Universiteit van Londen. Daarna specialiseerde hij zich in zoölogie. Allen gaf les in onder meer Launceston, West-Indië en Antigua.

## Persoonlijk leven
Allen ontmoette in 1859 Emma Johnson, met wie hij trouwde. Samen kregen ze vijf zonen en drie dochters.
- International Standard Name Identifier: 0000 0000 9977 9763
- Library of Congress Control Number: no2010135259
- SNAC: w60z87bw
- Système universitaire de documentation: 194148459
- Virtual International Authority File: 148172031
- WorldCat: E39PBJqQxKM6c8w74fJqRgMQMP